# Ústřední čistírna odpadních vod Praha
Ústřední čistírna odpadních vod (ÚČOV) je čistírna v Praze na Císařském ostrově v Bubenči, která čistí přibližně 93 % odpadních vod vzniklých na území Prahy a přiváděných jednotnou městskou kanalizací. Byla uvedena do provozu v letech 1965–1967 jako náhrada za již nedostačující Starou čistírnu na protějším břehu plavebního kanálu.
Odpadní vody z okrajových částí Prahy (zbylých 7 %) jsou většinou přiváděny oddílnou kanalizací na 20 pobočných čistíren odpadních vod.

## Části čistírny
Ústřední čistírna odpadních vod se skládá z dvou samostatných čistíren:
- Stávající vodní linka (SVL), mechanicko-biologické čistírny odpadní vod,
- Nové vodní linka (NVL), mechanicko-biologické čistírny odpadních vod s terciárním čištěním.

Přestože se jedná o dvě samostatné a provozně nezávislé linky, využívá NVL původní kalové hospodářství SVL, a jedná se tak o největší čistírnu odpadních vod v České republice.

## Stávající vodní linka

### Historie
O výstavbě Ústřední čistírny odpadních vod (nynější Stávající vodní linky) bylo rozhodnuto roku 1954 z důvodu nedostatečné kapacity Staré čistírny odpadních vod v Bubenči, která měla pouze mechanický stupeň čištění a s prudkým nárůstem obyvatel připojených na stokovou síť po roce 1950 bylo nutné část nečištěných odpadních vod vypouštět přímo do Vltavy.
Výstavba byla zahájena I. etapou v letech 1955 až 1957 nutnými souvisejícími stavbami na pravém břehu Vltavy. V letech 1958 až 1959 pokračovala přípravou staveniště, ve druhém čtvrtletí 1959 byla zahájena realizace provozních objektů. Stavba byla sice v červenci 1965 slavnostně uvedena do provozu, ale pro vážné nedostatky bylo fakticky mechanické čištění funkční až od roku 1967 a biologická část technologické linky dokonce o rok později.  K předčištění se používaly česle, lapáky písku a osm kruhových usazovacích nádrží, dále mechanicky předčištěná odpadní voda natékala do aktivačních nádrží a aktivovaný kal byl separován v šesti dosazovacích nádržích. Provoz ÚČOV využíval kapacit usazovacích nádrží Staré čistírny ke gravitačnímu zahuštění primárních a přebytečných kalů, které byly po anaerobním vyhnívání dopravovány kalovými loděmi do kalojemů v povodí dolní Vltavy či čerpány na kalová pole v lokalitě Drasty. Kapacita mechanického předčištění činila 8,8 m3/s, zatímco kapacita biologického stupně 4,8 m3/s, z tohoto důvodu docházelo k odlehčování odpadní vody do Vltavy pouze po jejím mechanickém předčištění.
V průběhu let došlo z provozních důvodů ke snížení kapacity biologického stupně na 2 m3/s, a proto roku 1974 byla zahájena první intenzifikace ÚČOV, která trvala až do roku 1983. V rámci intenzifikace bylo upraveno mechanické předčištění (nová česlovna a lapáky písku), přistavěny dvě dosazovací nádrže na separaci aktivovaného kalu a manipulační nádrže na vyhnilý kal, což umožnilo ukončit využívání usazovacích nádrží Staré čistírny odpadních vod. Těmito úpravami byla zvýšena kapacita biologického stupně na 4,6 m3/s. V průběhu intenzifikace však rostlo celkové množství odpadních vod přiváděných na ÚČOV, což zapříčinilo, že k odlehčování mechanicky předčištěné vody do Vltavy docházelo i nadále.
V roce 1994 bylo přistoupeno k druhé, zásadnější, intenzifikaci z důvodu odstoupení od výstavby Nové ústřední čistírny odpadních vod v Hostíně u Mělníka, která měla navýšit kapacitu ÚČOV. Během intenzifikace byla rozšířena kapacita dosazovacích nádrží o další čtyři kruhové nádrže a byly upraveny další provozní a technické parametry (aerační zařízení, zvětšení regenerační nádrže, úprava stáří kalu, aplikace bioaugmentace in-situ a chemické srážení fosforu).
Provoz čistírny byl zásadně poznamenán povodní v roce 2002. Voda v srpnu přetekla ochrannou hráz kolem čistírny a areál zaplavila. Škody byly vyčísleny na více než 300 mil. Kč. Koncem října 2002 se podařilo obnovit mechanické čištění, do konce roku pak i čištění biologické. Povodeň v Praze v roce 2013 ČOV překonala bez zaplavení díky ochraně protipovodňovým valem.

### Současnost

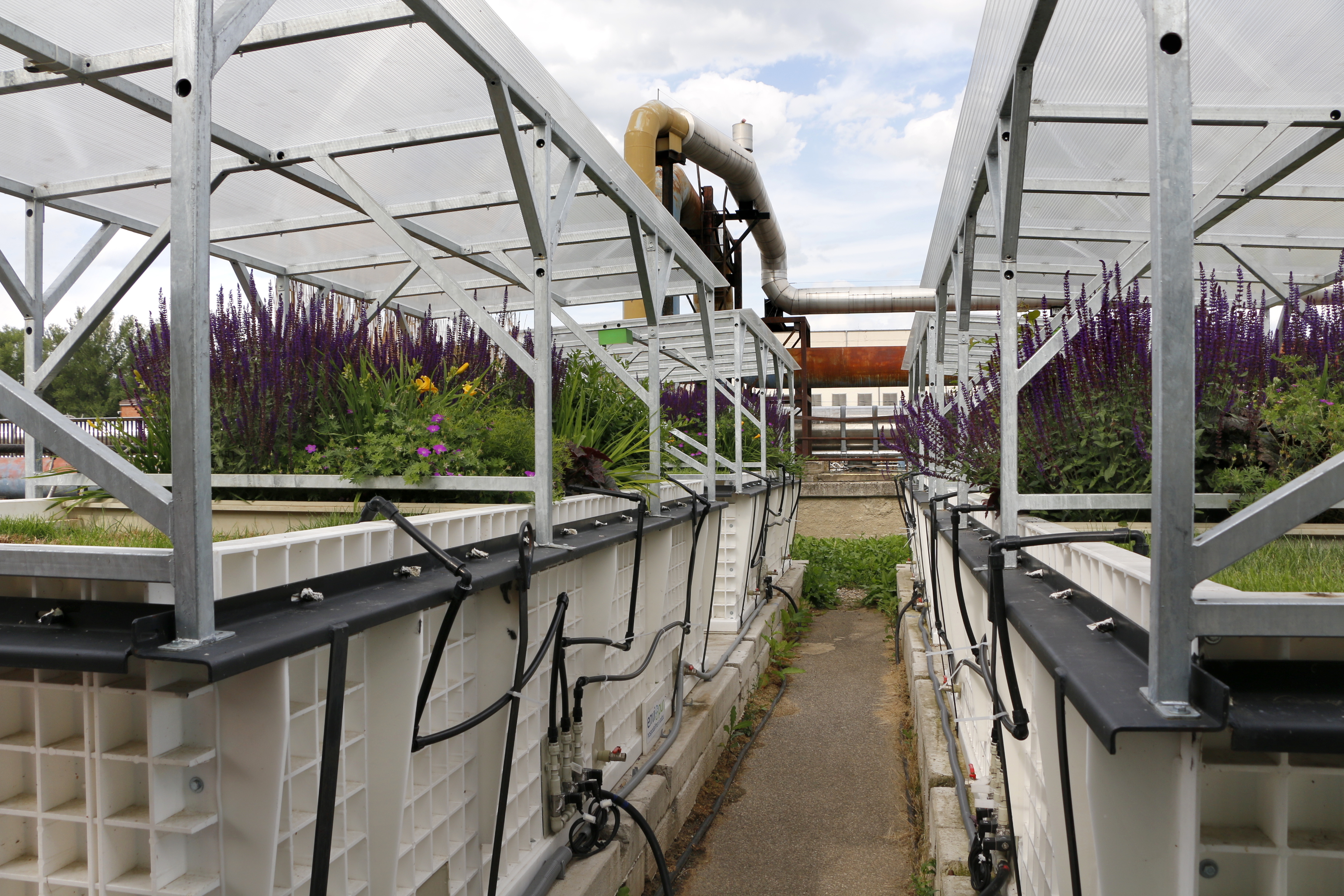
Projekt Horizon – využití recyklované vody

Stávající vodní linka je umístěna v západní části Císařského ostrova. Čistírna je mechanicko-biologická s chemickým srážením fosforu. Odpadní voda nejprve přitéká na hrubé předčištění, které se skládá z lapáku štěrku, česlí a lapáků písku. Další částí je mechanické předčištění s osmi usazovacími nádržemi. Usazený materiál, označovaný jako primární kal, je ze dna nádržích čerpán do kalového hospodářství. Mechanicky předčištěná voda přitéká do biologické části, kde je biologicky odstraňován dusík kombinací denitrifikace a nitrifikace a chemicky srážen fosfor. Aktivační nádrž je rozdělena na denitrifikační zóny a nitrifikační zóny s jemnobublinnou aerací. Aktivovaný kal je regenerován v regenerační nádrži. Oddělení aktivovaného kalu od vyčištěné odpadní vody probíhá ve 12 kruhových dosazovacích nádržích. Vznikající přebytečný kal je čerpán do kalového hospodářství a vyčištěná odpadní voda vtéká do Vltavy.

### Budoucnost
V roce 2024 je dokončována příprava rekonstrukce Stávající vodní linky, kdy cílem je zajištění plnění požadavků národní i evropské legislativy pro celý komplex čistírny. Podle plánů z roku 2022 měla být stavba zahájena nejpozději v prvním pololetí roku 2024 a k uvedení do zkušebního provozu by mělo dojít v první pololetí roku 2027. Stavba bude stejně jako Nová vodní linka jednou z největších vodohospodářských investic nejen v Praze, ale v celé České republice. 
Další připravovanou akcí je modernizace kalového hospodářství. Zajišťuje zpracování kalů z obou vodních linek a musí zajistit zpracování plného objemu separovaných kalů bez přerušení i v době jeho rekonstrukce a modernizace. Tu bude nutné provést v letech 2026 – 2030 po etapách. Technická studie zpracovaná v roce 2022 rozpracovala do podrobného technického řešení vybranou koncepci anaerobní termofilní stabilizace kalů, kdy výstupem z kalového hospodářství bude odvodněný stabilizovaný kal odvážený k dalšímu zpracování mimo Císařský ostrov a významné množství bioplynu. 
V roce 2022 řešila Pražská vodohospodářská společnost pro hlavní město Prahu rozšíření koncepce modernizace a přestavby ÚČOV o komplexní řešení energetického hospodářství. ÚČOV je nejen významným spotřebitelem elektrické energie, ale zároveň je už dnes producentem elektrické a tepelné energie z produkovaného bioplynu. Dalšími možnými zdroji energie je nízkopotenciální teplo z vypouštěných vyčištěných odpadních vod a fotovoltaika instalovaná na jejích vybraných objektech.

### Galerie

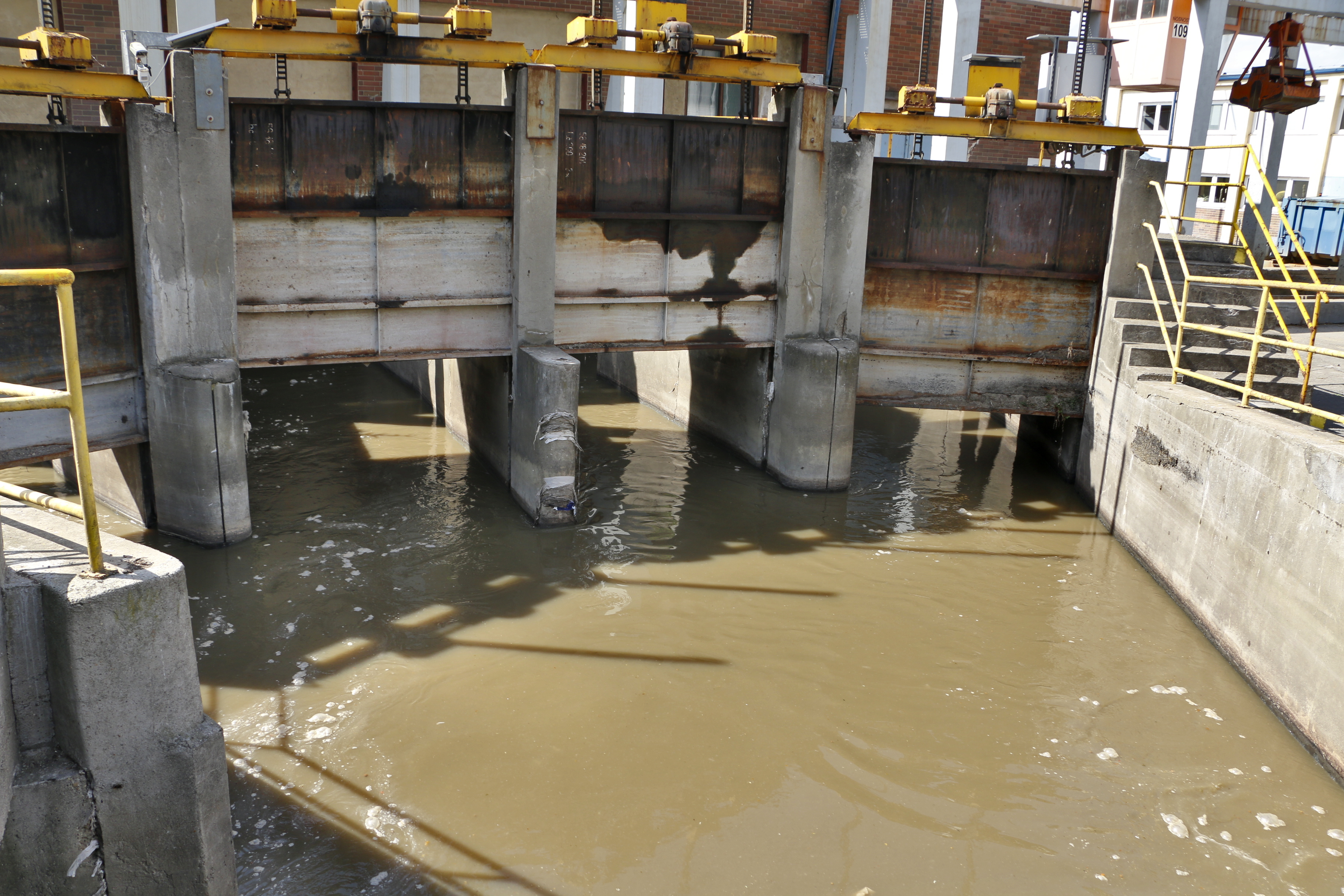
Přítok odpadní vody
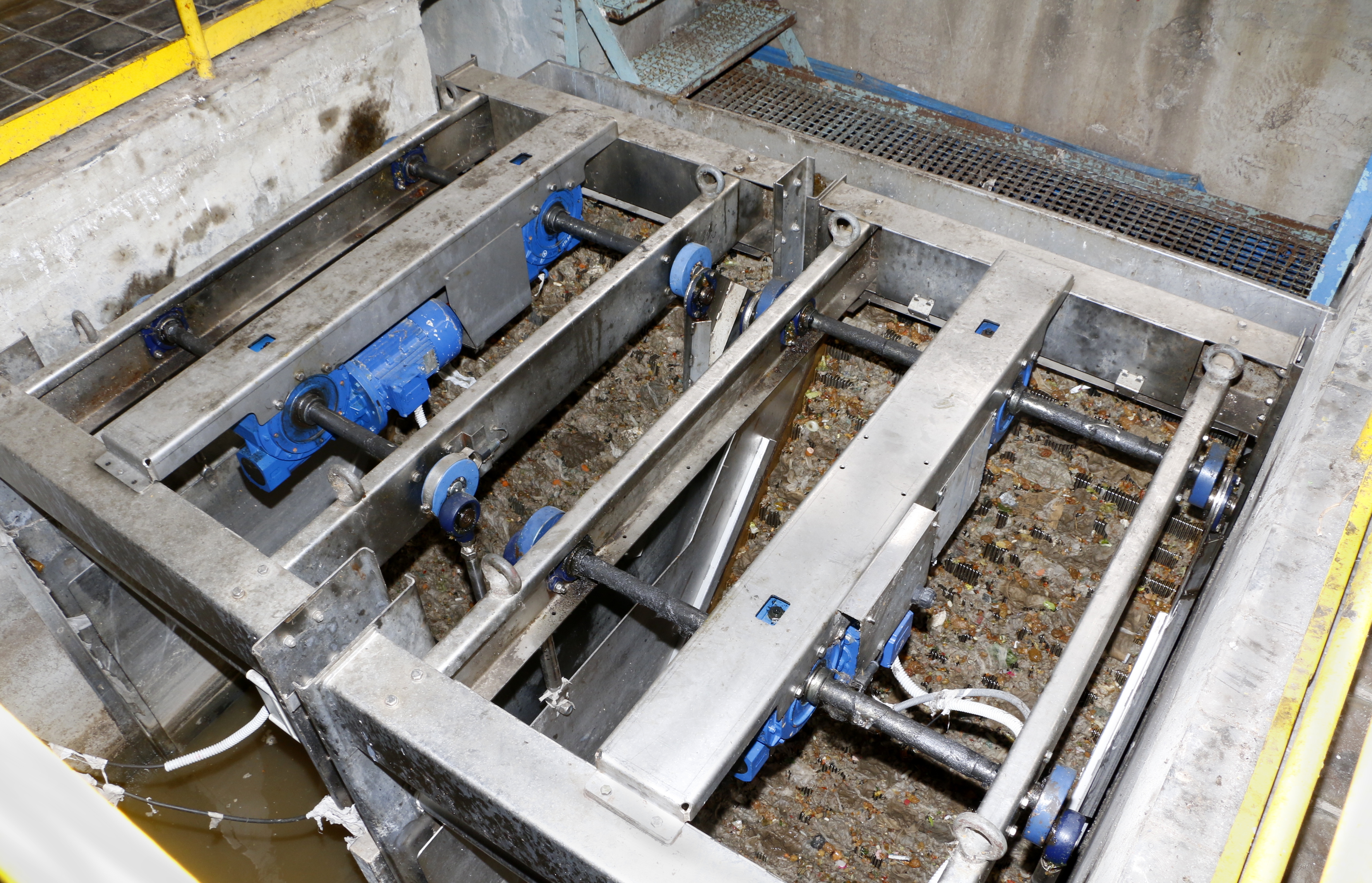
Česle na hrubší nečistoty
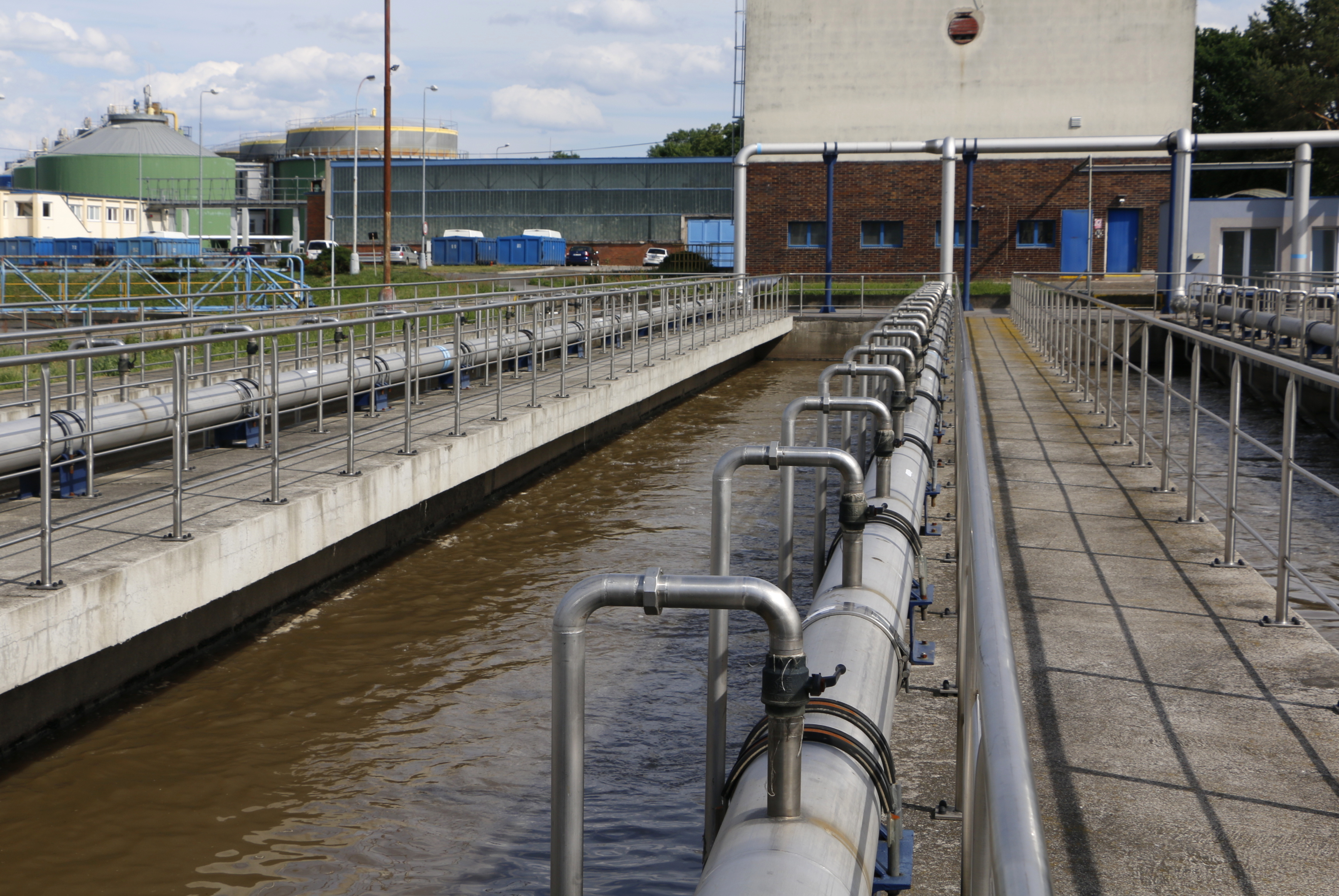
Lapáky písku
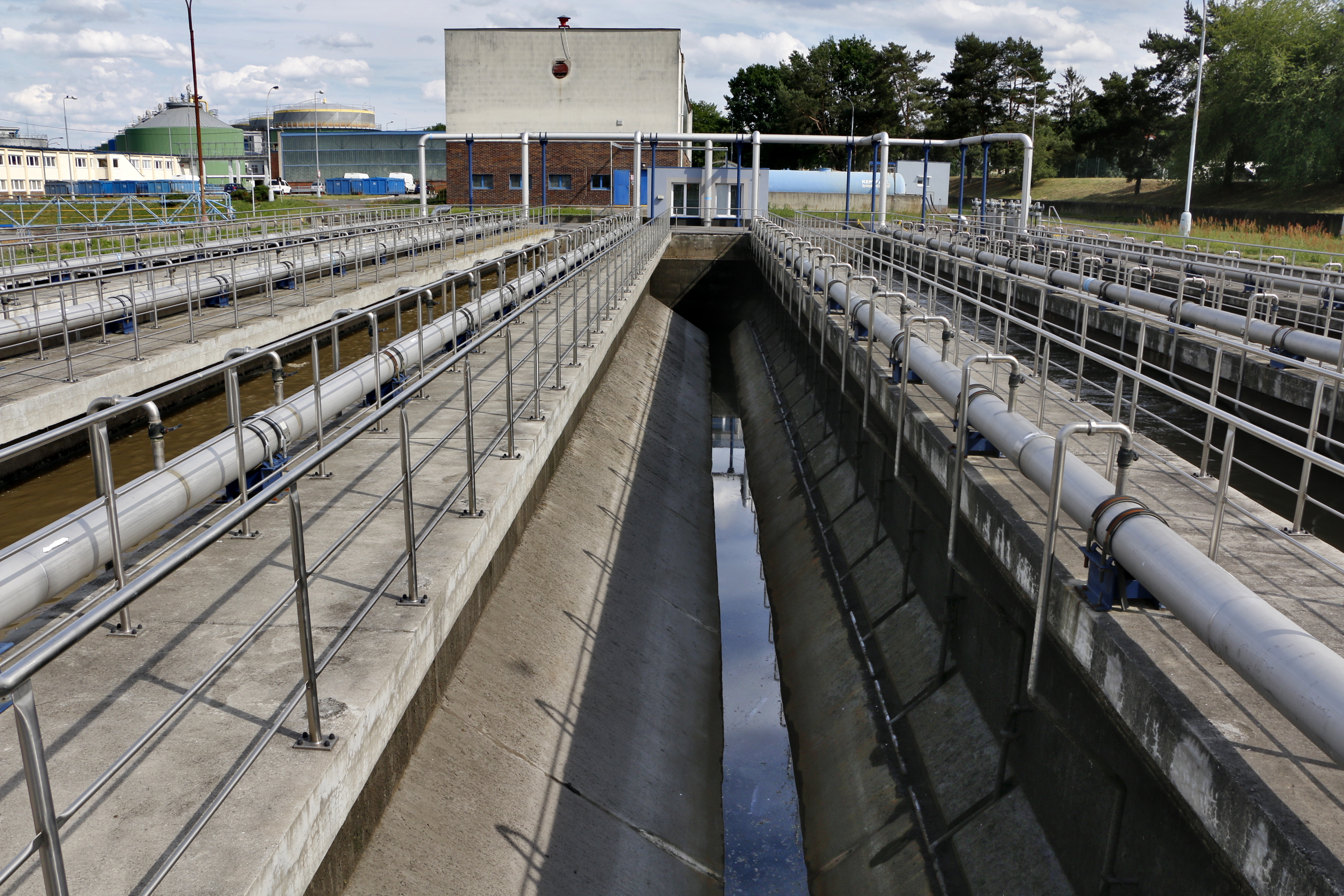
Prázdný lapák písku
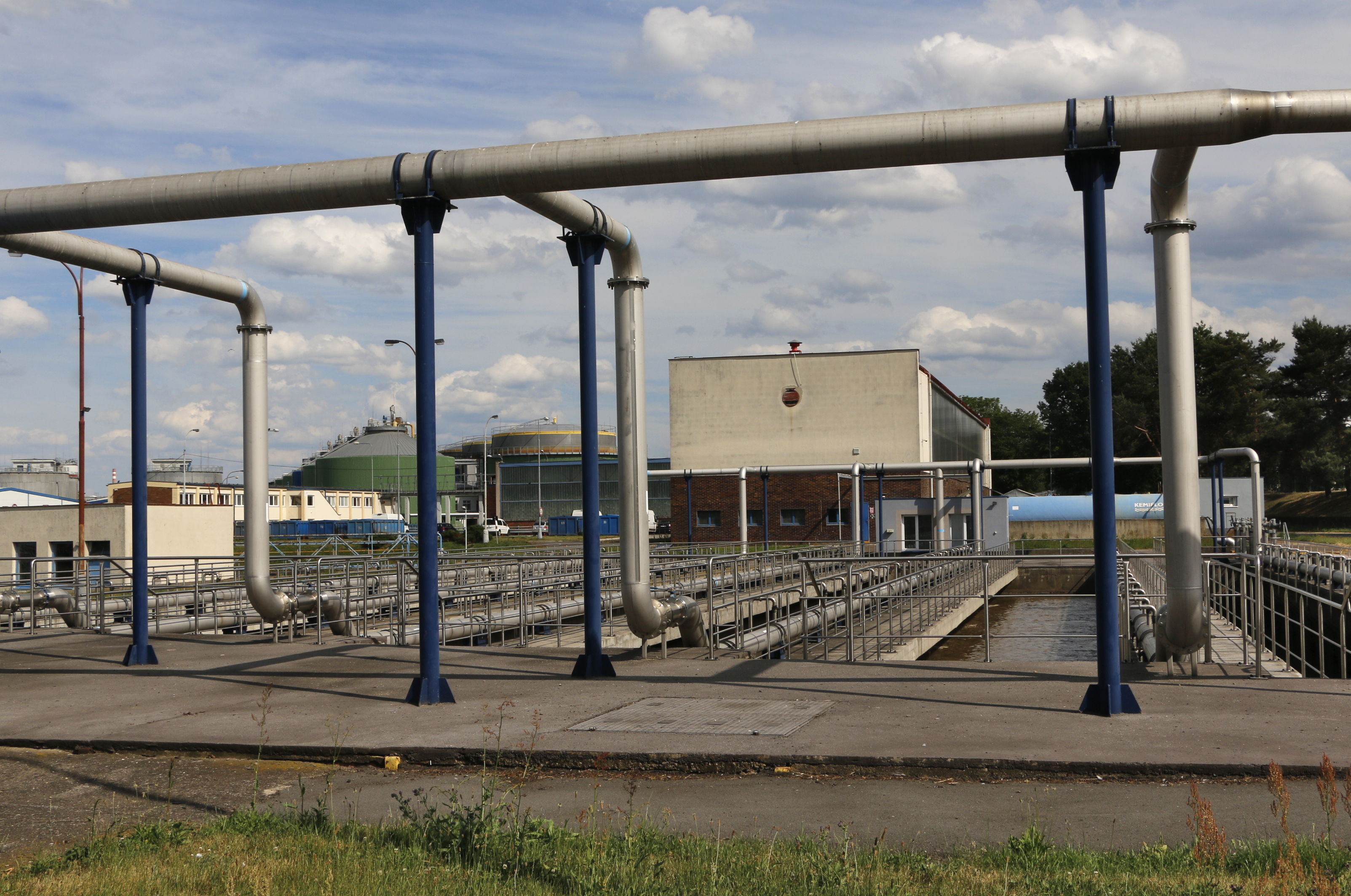
Rozvody vzduchu k lapákům písku
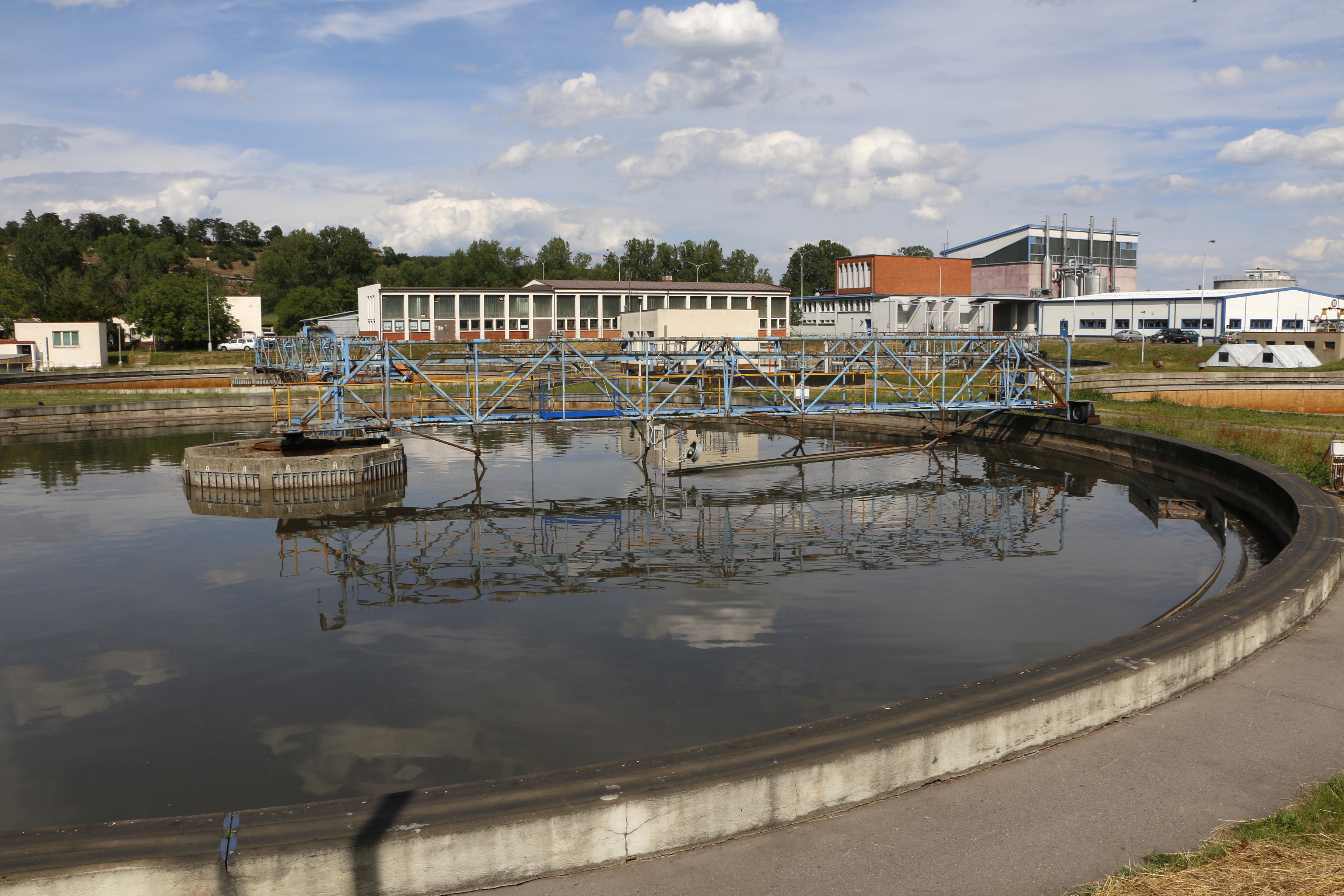
Usazovací nádrž
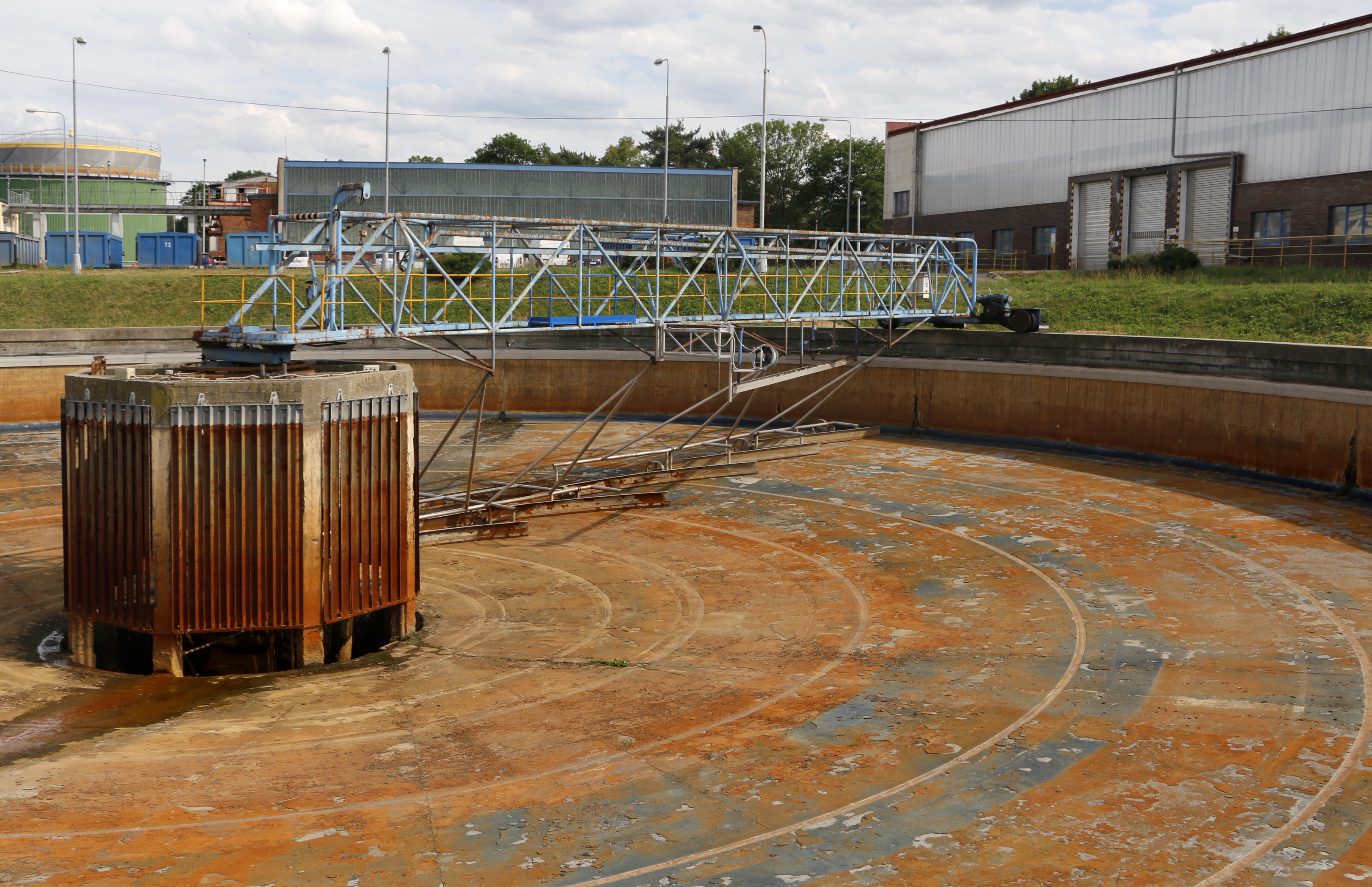
Prázdná usazovací nádrž
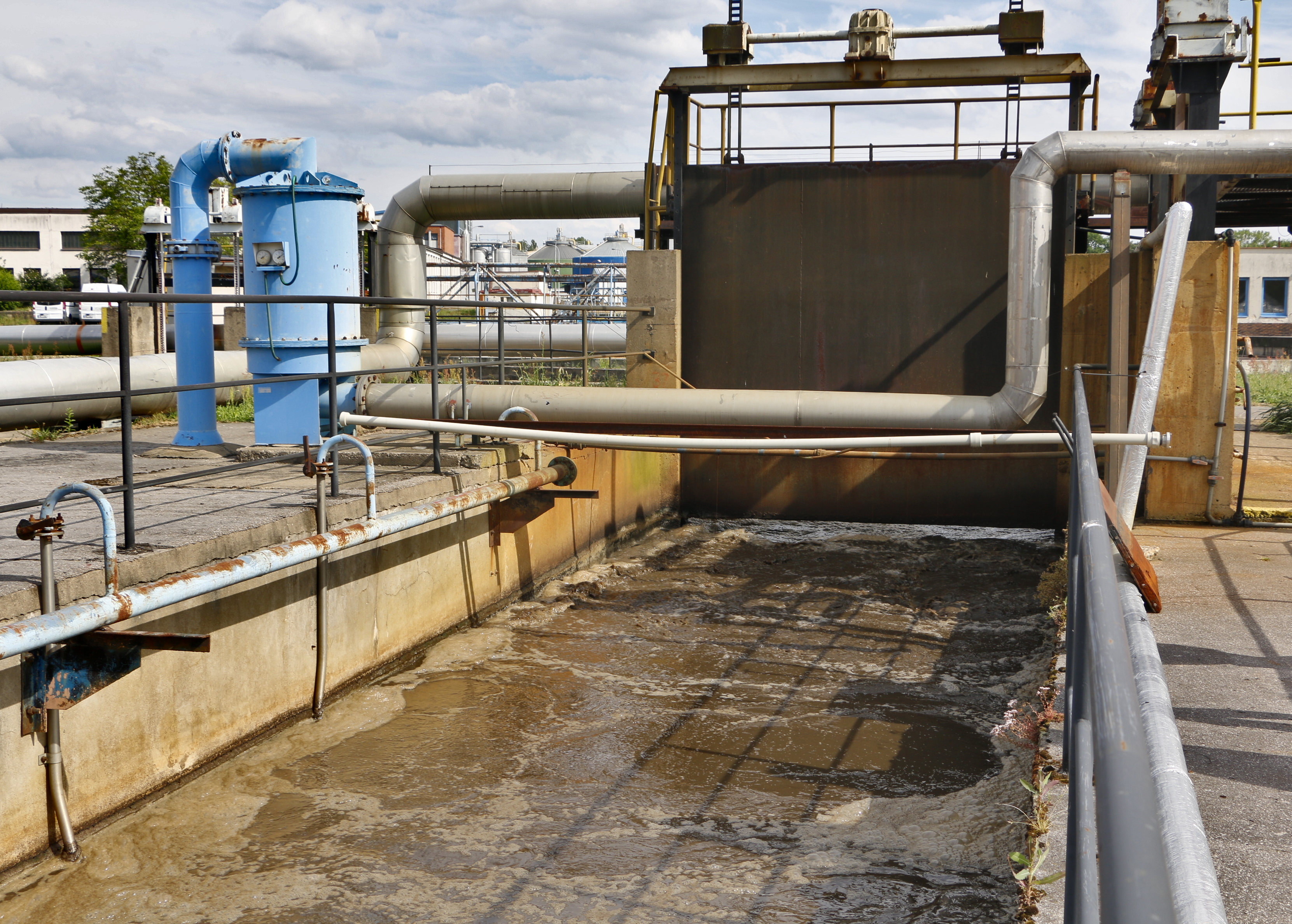
Nátok do aktivačních nádrží
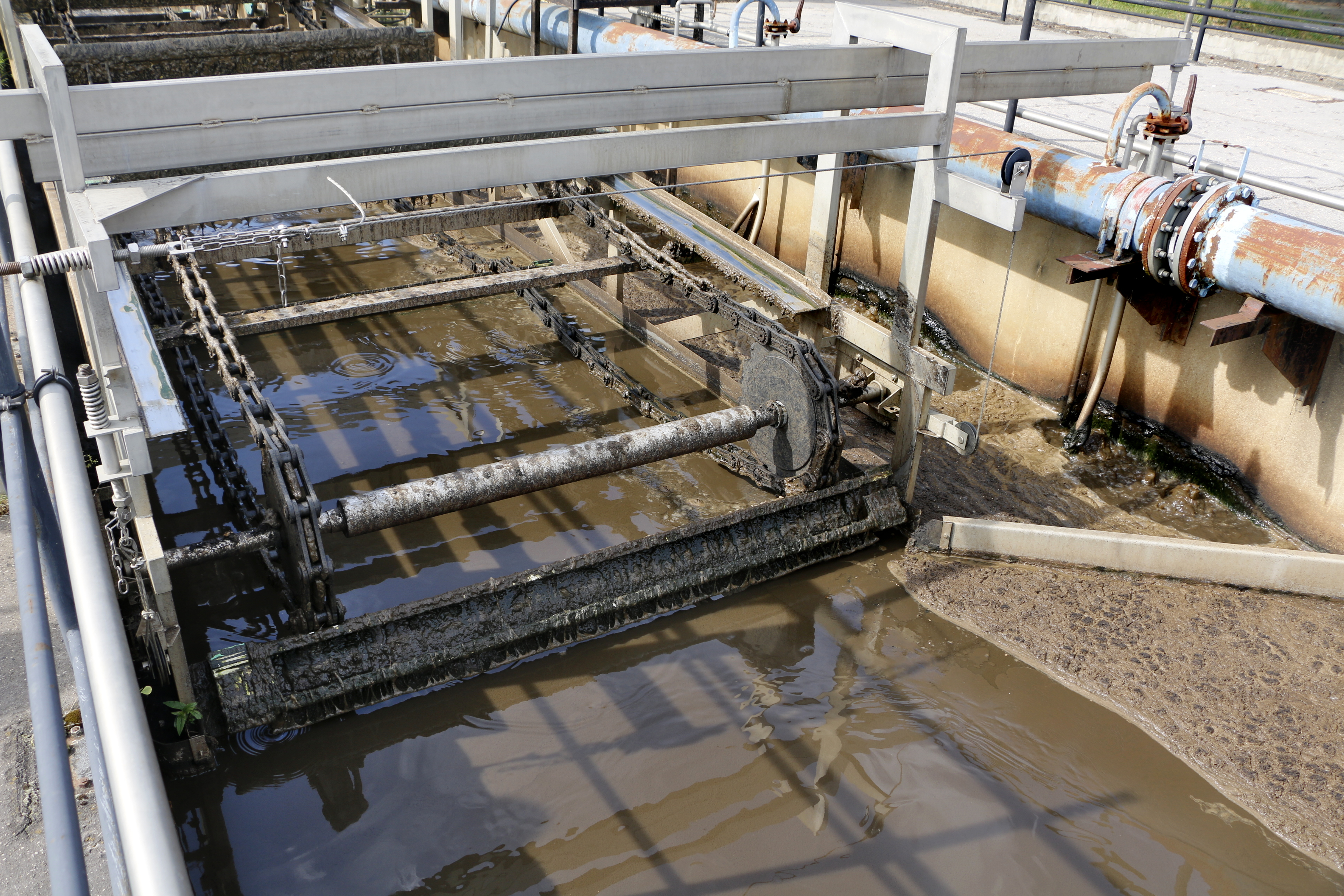
Odstraňování plovoucí pěny z nátoku
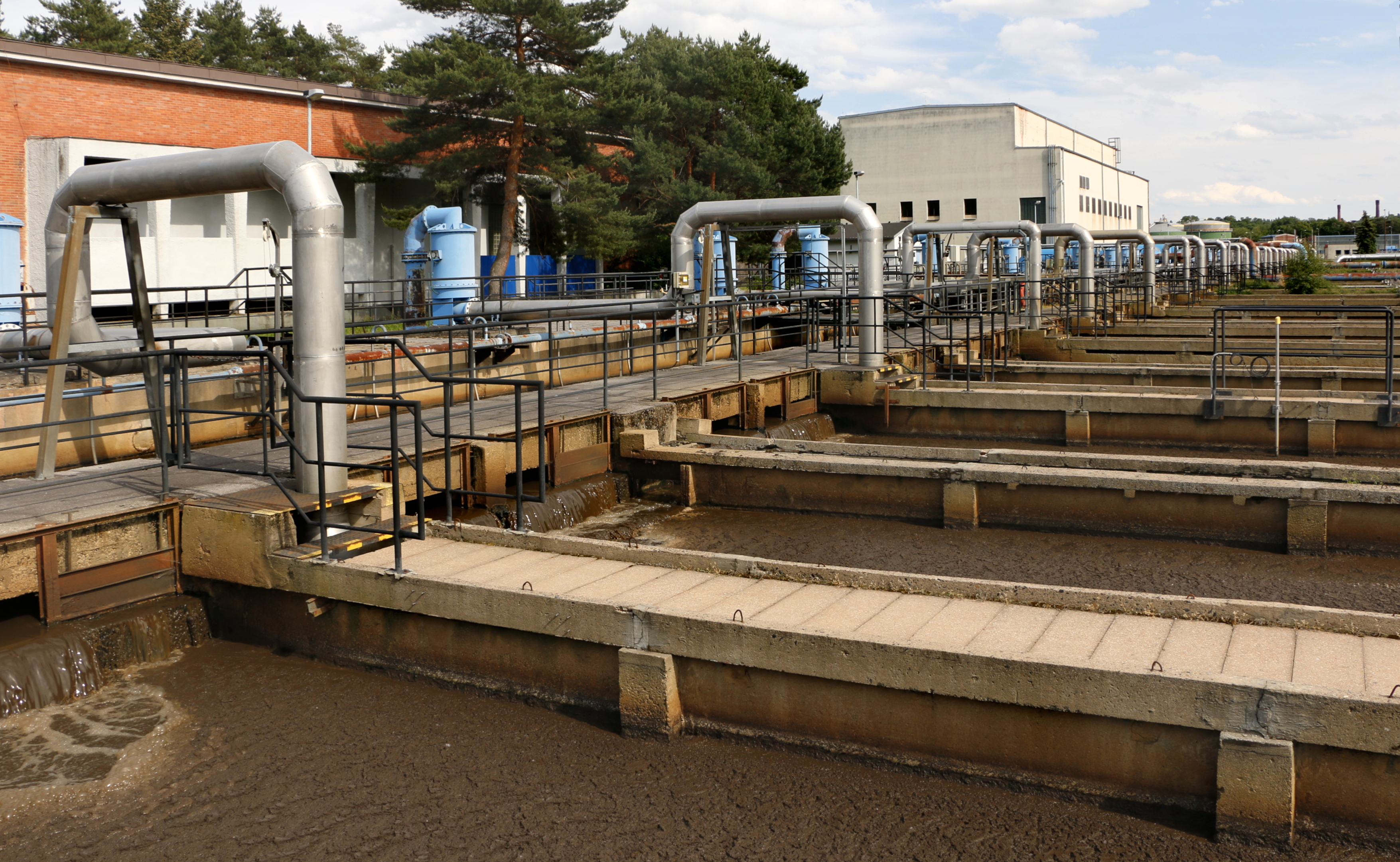
Aktivační nádrže
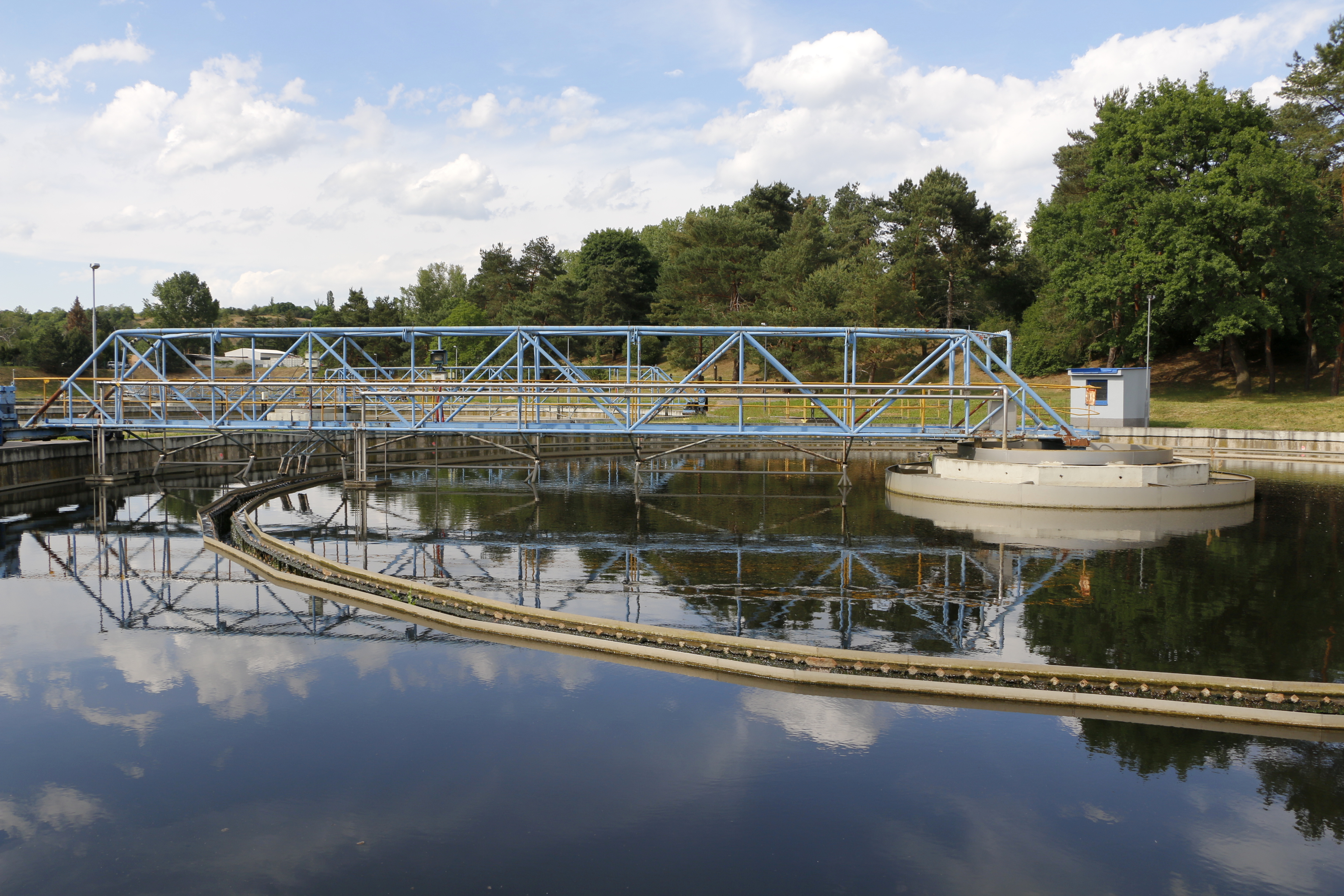
Dosazovací nádrž
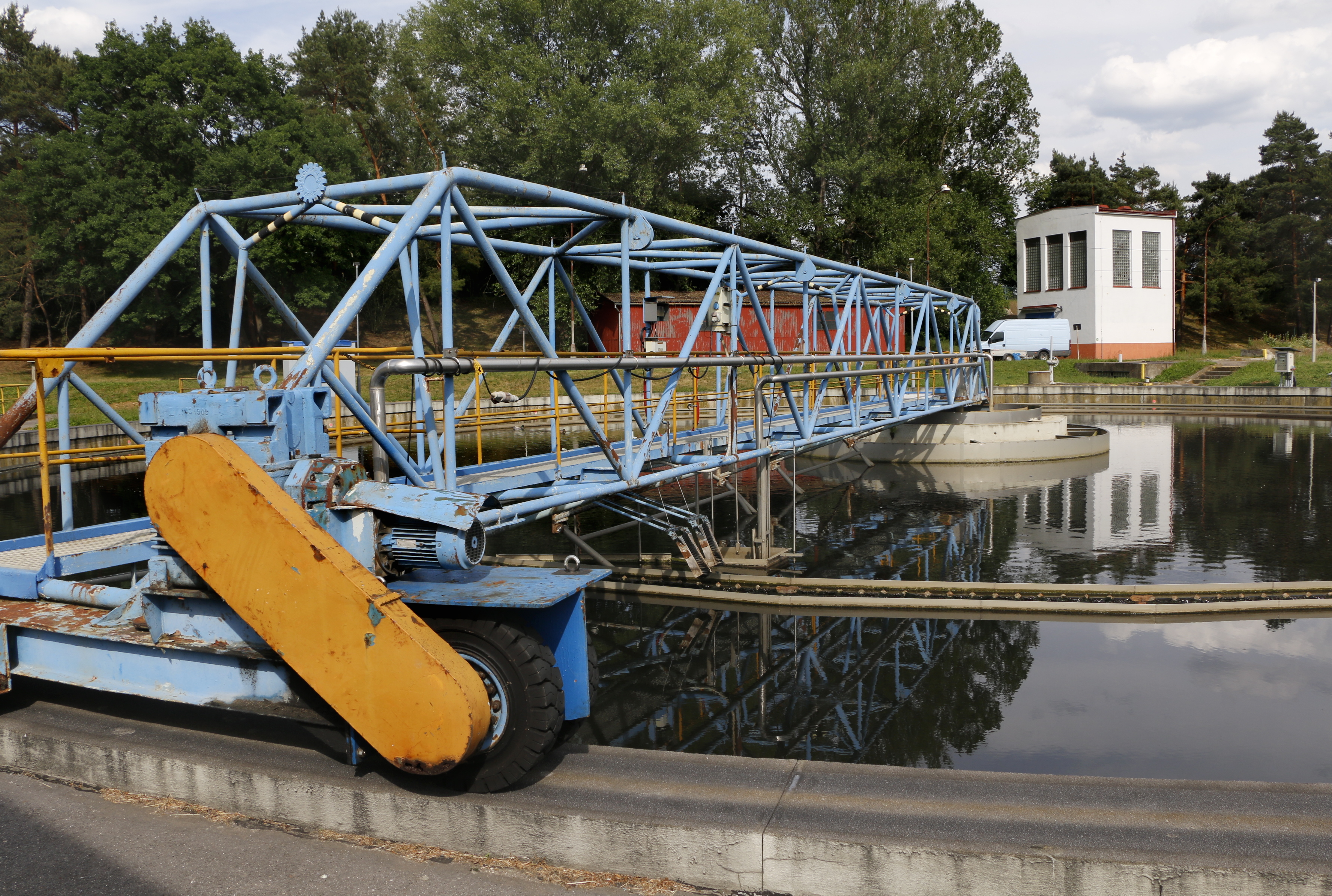
Pojezdový most dosazovací nádrže
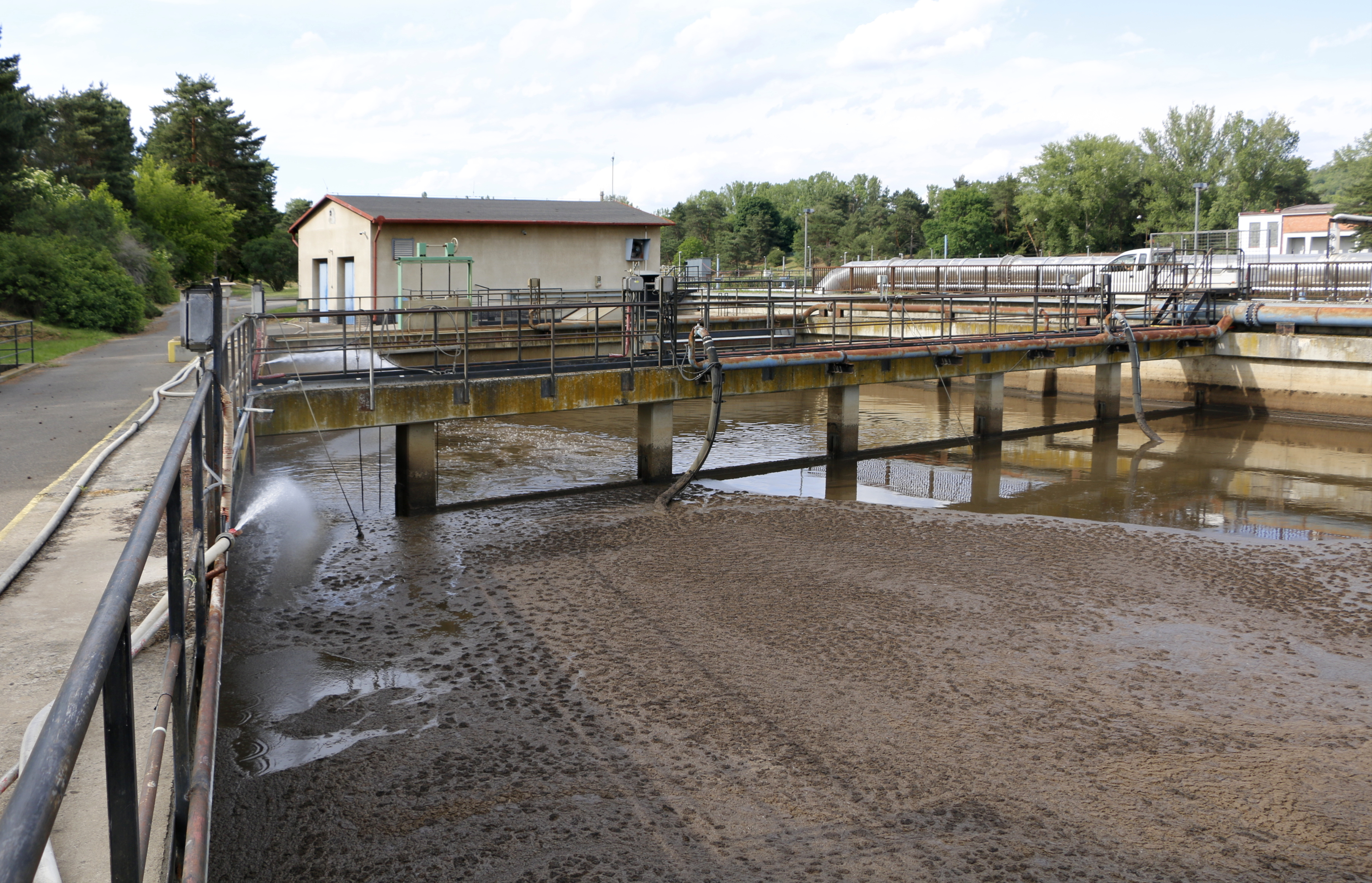
Regenerační nádrž
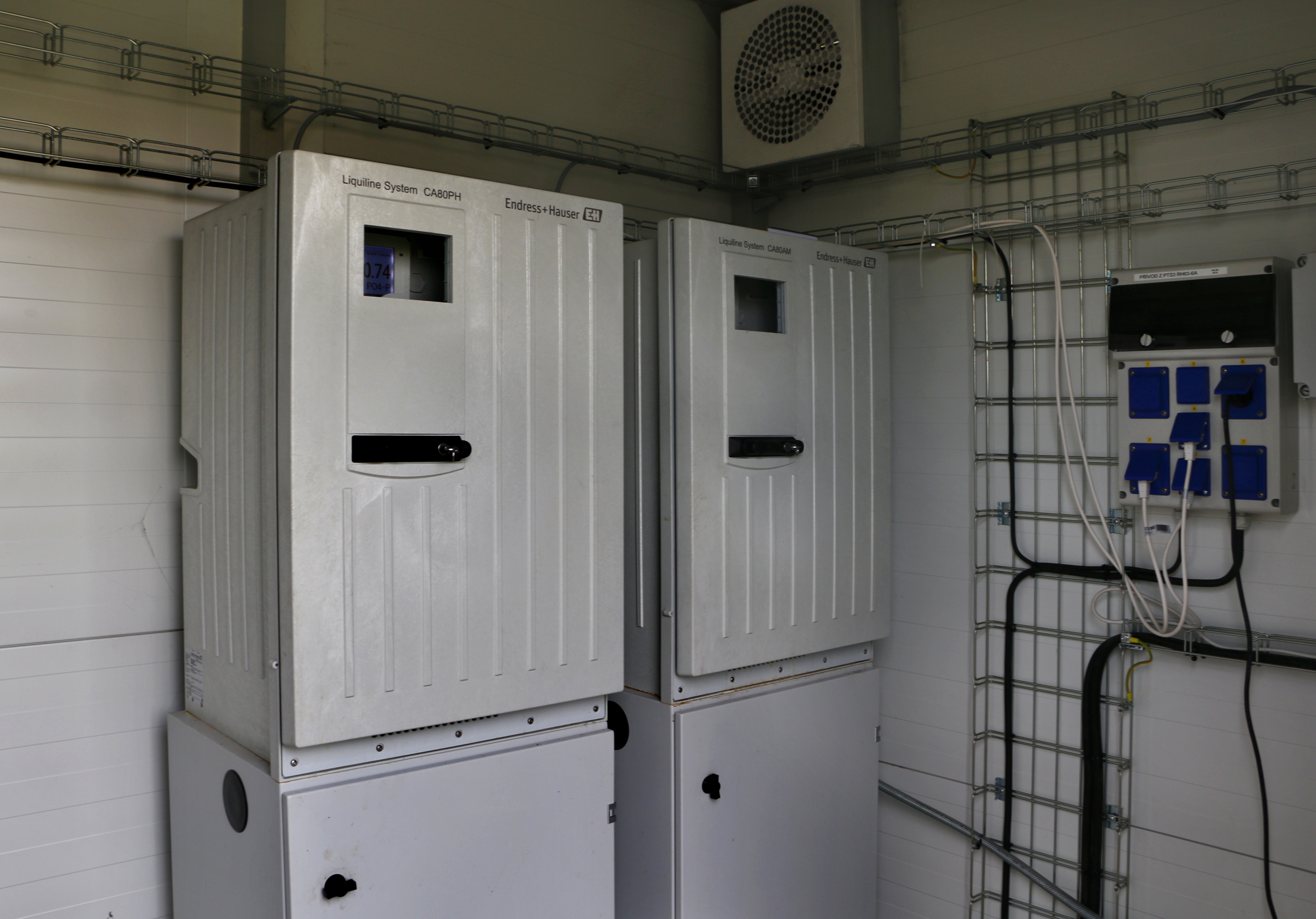
Analyzátory na odtoku
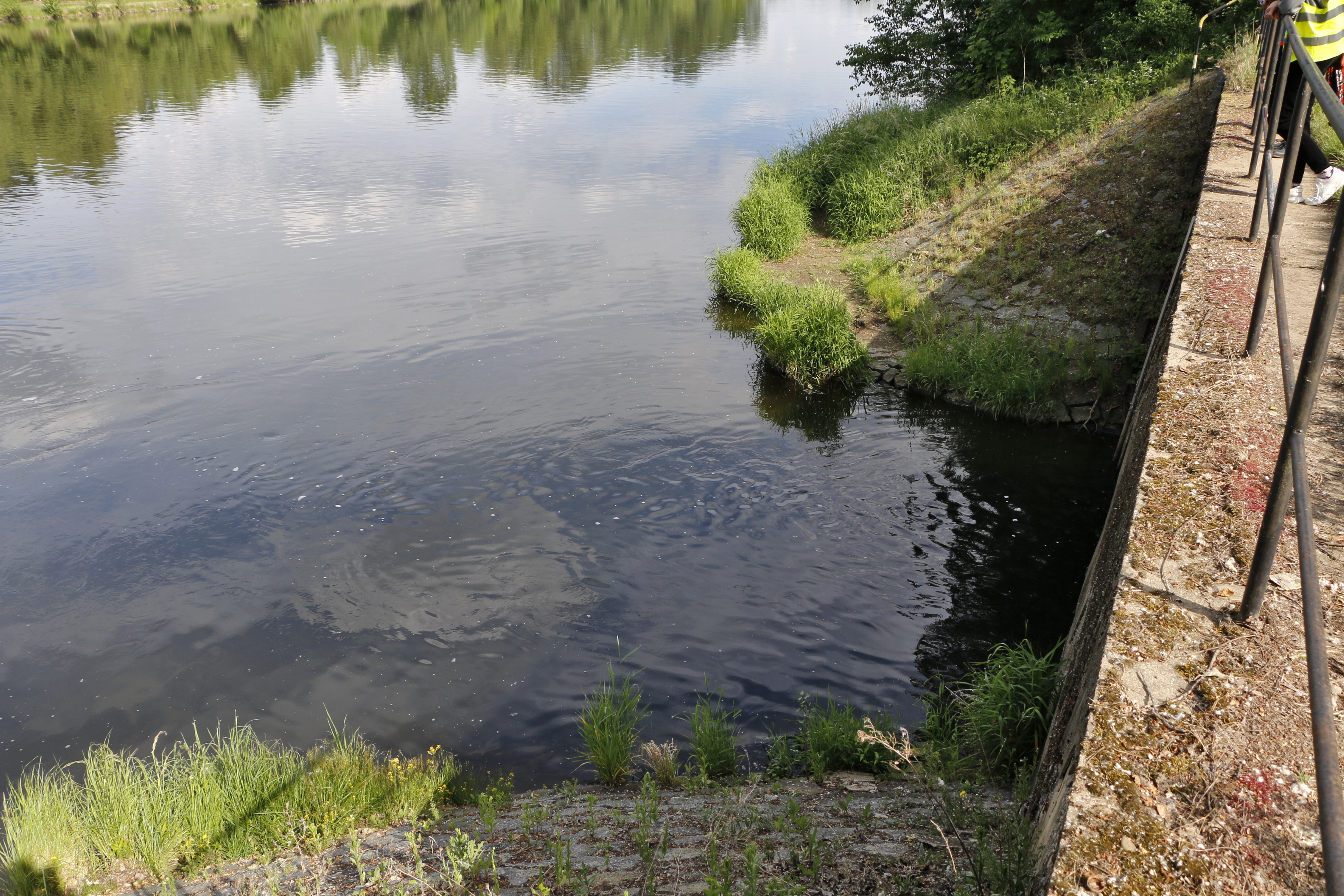
Odtok vyčištěné vody do Vltavy

## Nová vodní linka

### Historie
Po povodni v roce 2002 a změně územního plánu se otevřela možnost k dostavbě a modernizaci ÚČOV. V přesně vymezeném a prostorově omezeném území, s náročnými požadavky na technologii čištění odpadních vod splňující odtokové limity dle směrnice č. EHS 91/271 pro citlivé oblasti, byla navržena Nová vodní linka.
Dne 10.10.2015 byla zahájena stavba NVL, která trvala více než 35 měsíců, dne 19.09.2018 byl zahájen zkušební provoz NVL.

### Současnost
Přítok surové odpadní vody na NVL je rozdělen na 6 jemných česlí, kterými odpadní voda dále natéká do 6 zařízení  Densadeg 4D, které umožňují intenzivní mechanicko-chemické čištění odpadních vod na malém prostoru. Tato zařízení kombinují odstraňování tuků a písku s primární sedimentací. Při dešťových nátocích zařízení Densadeg 4D rovněž umožňují zvýšení účinnosti předčištění vod možností chemického srážení. Zařízení Densadeg 4D je tvořeno 3 komorami – v první komoře dochází k separaci písku, ve druhé komoře dochází ke flokulaci vloček a v třetí komoře k jejich sedimentaci. Účinnost sedimentace primárního kalu je zvyšována lamelovou vestavbou.
Mechanicky předčištěná voda přitéká do aktivace, která je rozdělena do 4 samostatných linek tvořených 3 oběhovými aktivacemi s deniftrifikační a nitrifikační zónou. Denitrifikaci lze podpořit dávkováním externího substrátu a nitrifikaci stabilizuje proces bioaugmentace in-situ v regeneračních nádrží, které jsou 2 (jedna vždy pro 2 aktivační linky).
K oddělení aktivovaného kalu od odpadní vody, ze které byl biologicky odstraněn dusík, probíhá ve 40 podélných dosazovacích nádržích. Každá z těchto nádrží má šířku 6 m a délku 54 m.
Odpadní voda je následně přivedena na terciární čištění tvořené 3 zařízeními Densadeg 2D, rovněž s lamelovou vestavbou, kde probíhá chemické srážení fosforu. Vyčištěná odpadní voda je vypouštěna do Vltavy.
Na NVL je produkován primární kal, přebytečný kal a terciární kal. Po zahuštění jsou tyto kaly čerpány do stávajícího kalového hospodářství SVL.
Zajímavostí je to, že zelená střecha NVL je přístupná veřejnosti a proměnila se ve volnočasovou a odpočinkovou zónu, která plynule navazuje na nedalekou Stromovku.

### Galerie

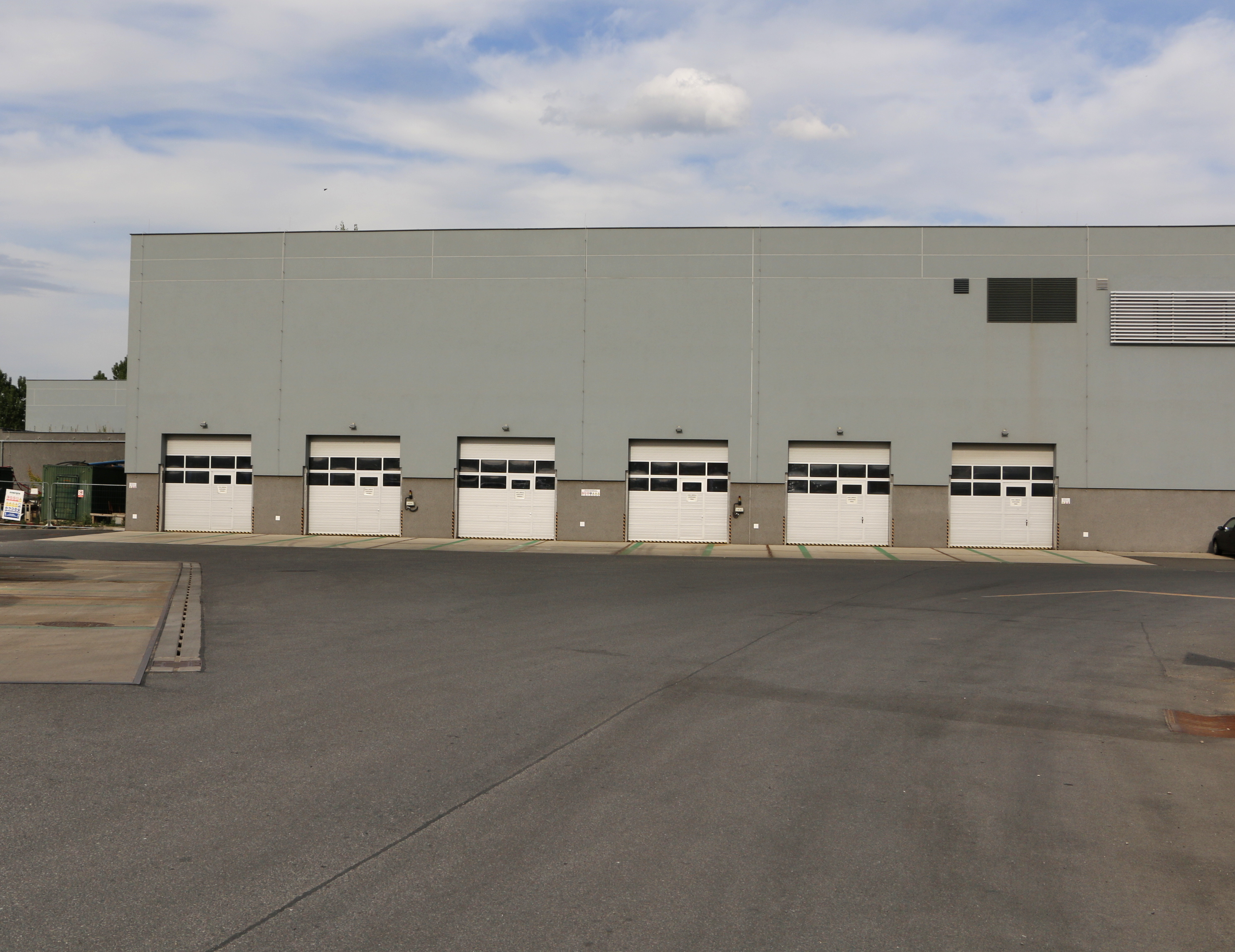
Budova mechanického předčištění
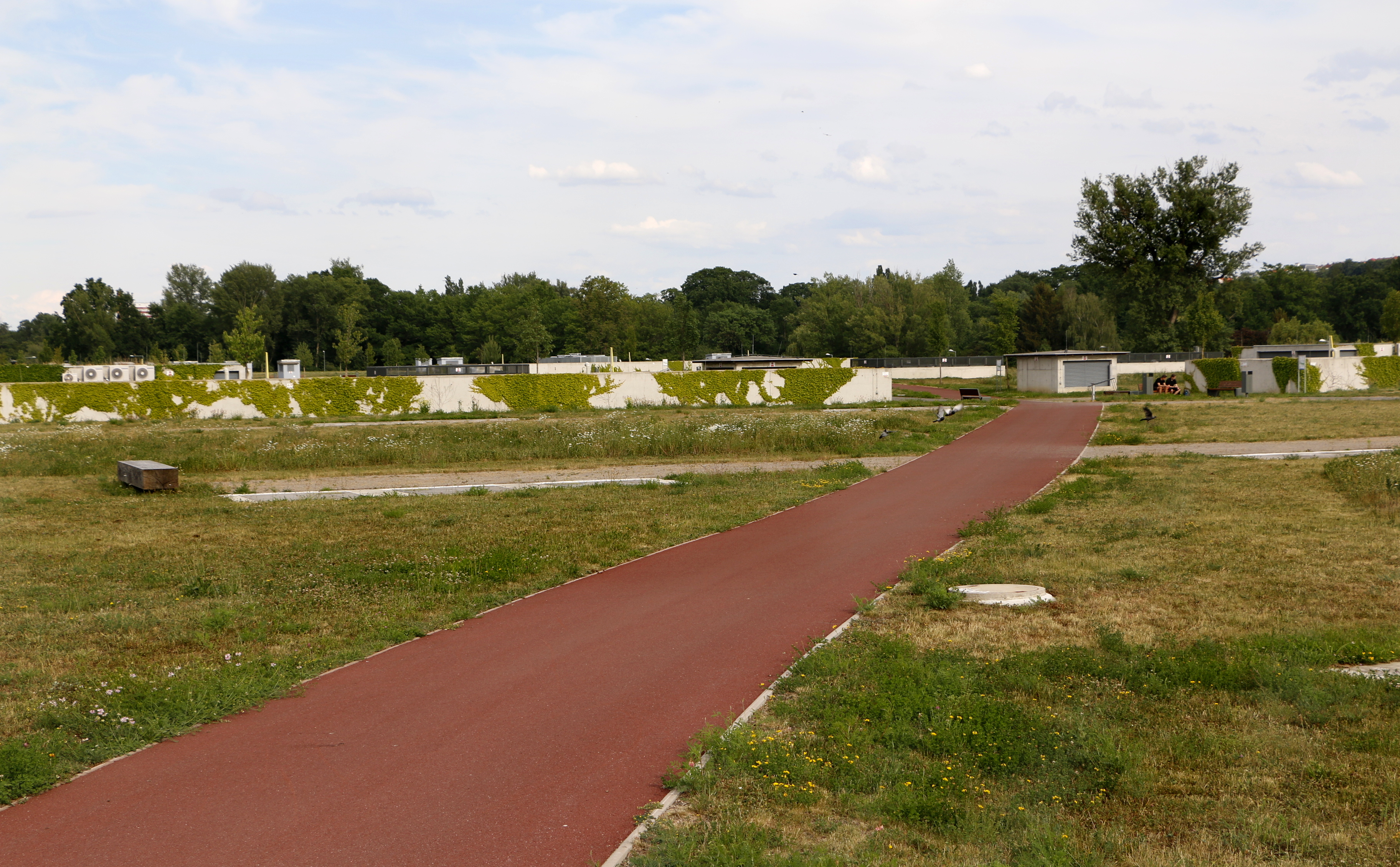
Střecha Nové vodní linky, pod ní je biologická linka
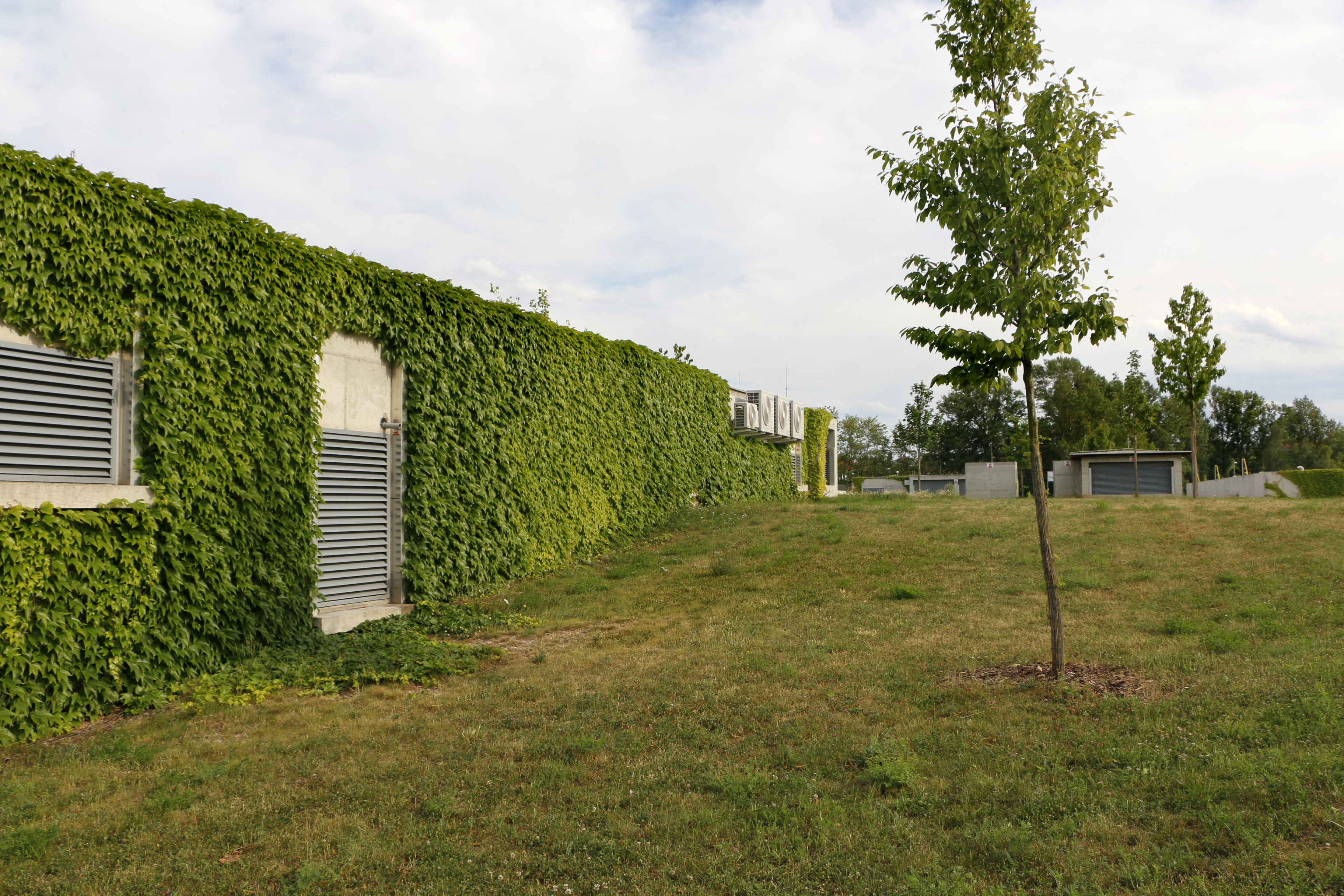
Střecha Nové vodní linky, pod ní jsou dosazovací nádrže
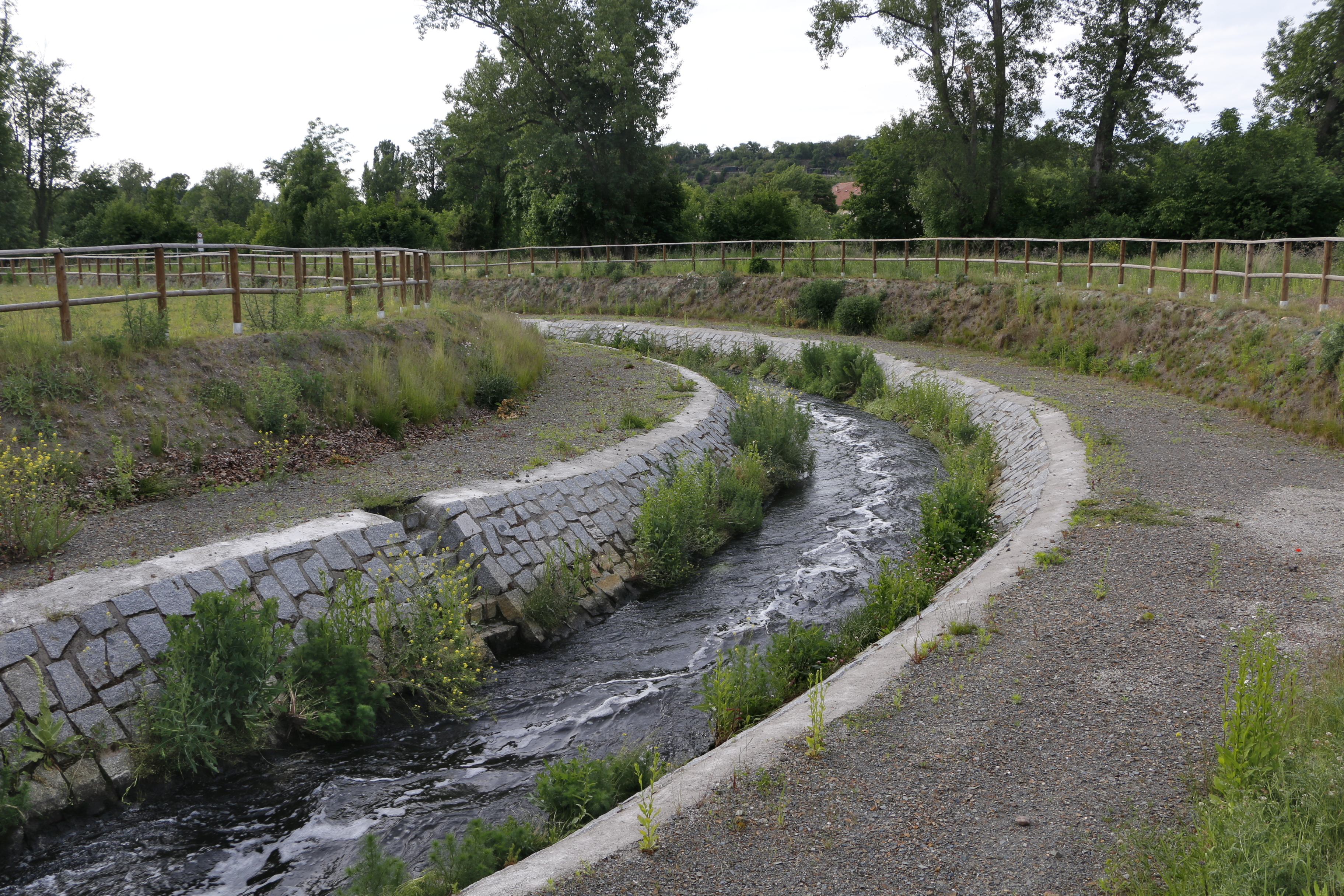
Odtok vyčištěné vody

## Kalové hospodářství
Kalové hospodářství je společné pro obě linky. Na SVL vzniká primární kal a přebytečný kal. Primární kal není dále upravován a je čerpán do tzv. mokré jímky, kde je homogenizován s dalšími kaly. Přebytečný kal je nejprve gravitačně a chemicky předzahuštěn v zahušťovací nádrži a poté zahuštěn na zahušťovacích odstředivkách. Zahuštěný přebytečný kal je čerpán do mokré jímky.
V mokré jímce jsou homogenizovány kaly z SVL a NVL. Tento směsný surový kal je stabilizován v 6 dvoustupňových vyhnívacích nádržích za termofilních podmínek (teplota 55 °C), které zajišťují stabilizaci a hygienizaci kalu. Vyhnilý kal je vypouštěn do manipulačních nádrží, ze kterých je čerpán na odvodnění na odvodňovací odstředivky. Pro dodatečnou úpravu nebo alternativní stabilizaci může být využíváno dávkování nehašeného vápna do odvodňovaného směsného surového kalu.
Odvodněný vyhnilý kal je odvážen nákladními auty pro další využití například na zemědělské půdě nebo v kompostárnách.
Ve vyhnívacích nádržích vzniká bioplyn. Bioplyn je čištěn v úpravně bioplynu a poté využíván v kogeneračních jednotkách, kde vzniká elektrická energie a teplo.

### Galerie

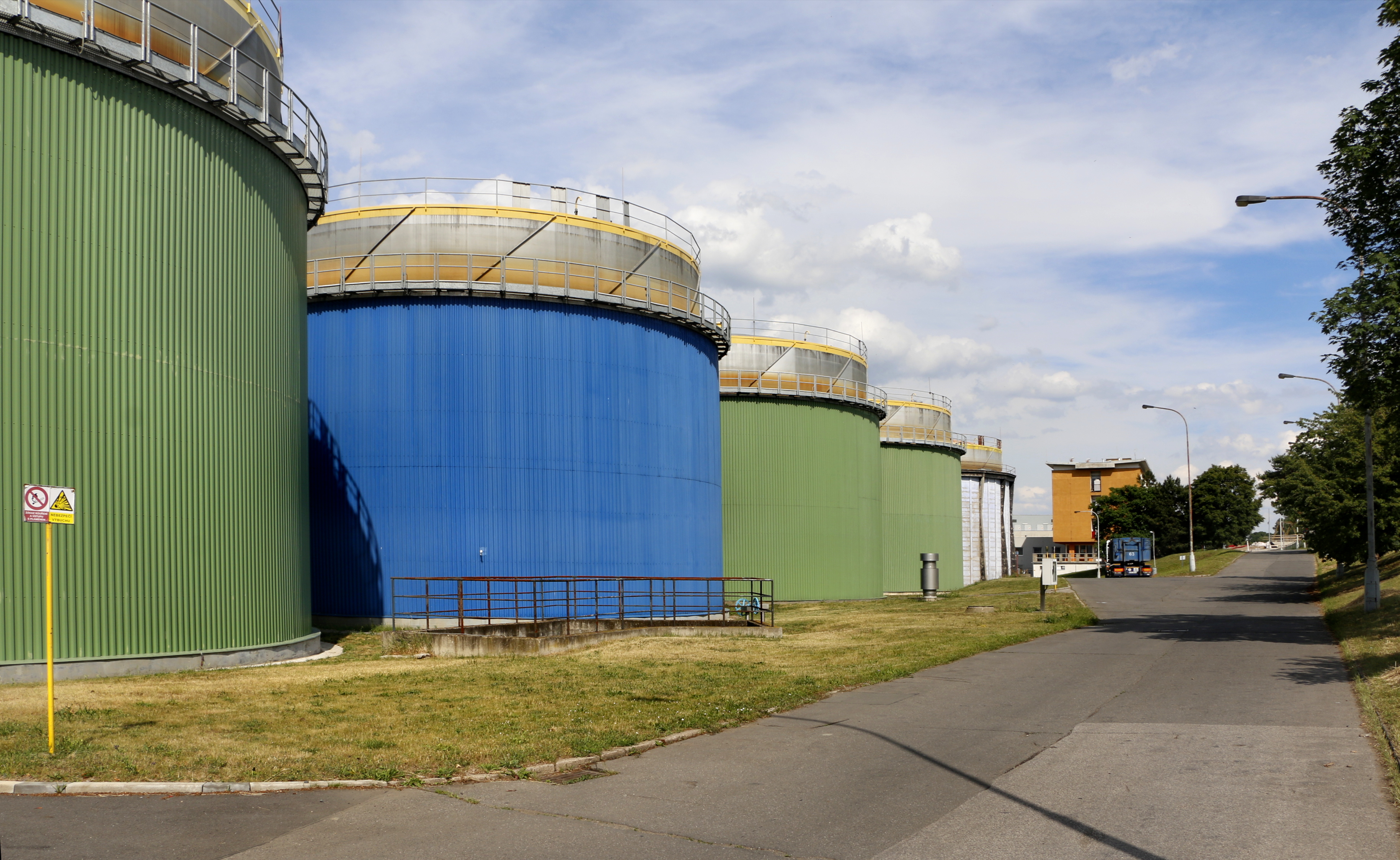
Vyhnívací nádrže
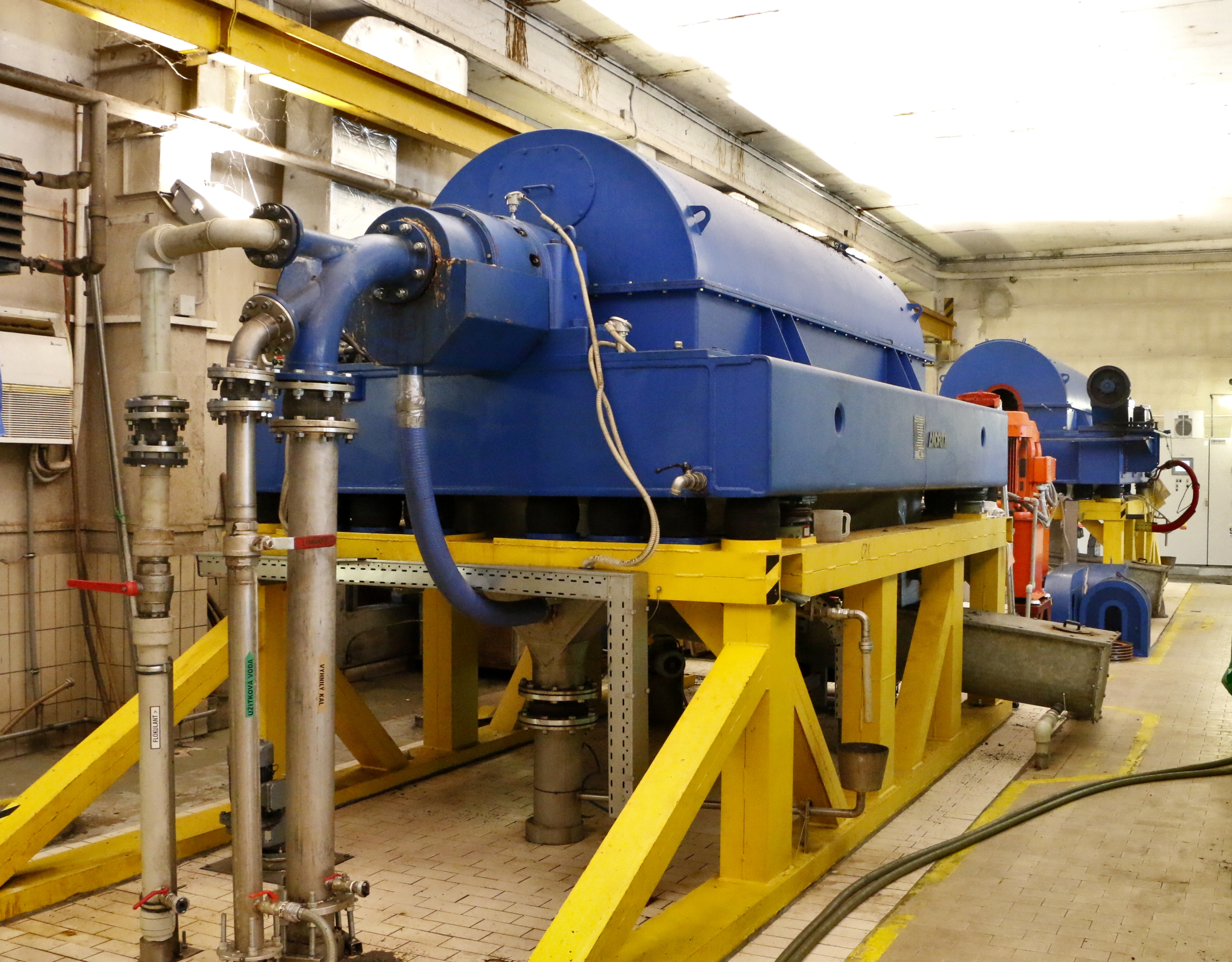
Odstředivka vyhnilého kalu